# Agnicourt-et-Séchelles
Agnicourt-et-Séchelles é uma comuna francesa na região administrativa de Altos da França, no departamento de Aisne.

## Demografia
Em 2006 Agnicourt-et-Séchelles apresentava uma população de 189 habitantes, distribuídos por 98 lares.
| 1962 | 1968 | 1975 | 1982 | 1990 | 1999 | 2006 | - | - |
| --- | ---- | ---- | ---- | ---- | ---- | ---- | - | - |
| 294 | 248  | 238  | 224  | 209  | 211  | 189  | - | - |
| Para os censos de 1962 a 2006 a população legal corresponde à popolução sem duplicidades, segundo define o INSEE. |      |      |      |      |      |      |   |   |